# Attentat du 1er décembre 2007 à Capbreton
L'attentat du 1er décembre 2007 est un acte terroriste perpétré par un commando de l'ETA sur la commune de Capbreton, dans le département français des Landes, au cours duquel deux gardes civils espagnols sont abattus. Il s'agit du premier attentat commis par l'organisation sur le sol français.

## Déroulement
Le matin du 1er décembre 2007, à 8h40, trois membres de l'ETA s'arrêtent à la cafétéria Les Écureuils, près du centre Leclerc de Capbreton. Quelques minutes plus tard entrent à leur tour Raul Centeno Bayon et Fernando Trapero Blazquez. L'espagnol qu'ils parlent attire l'attention des trois terroristes. De retour dans leur véhicule sur le parking, les agents écoutent la radio réservée aux gardes civils. Convaincus de leur identité, les etarras abattent les 2 policiers à bout portant. Ils prennent la fuite à bord d'une voiture volée. « Hintza » et « Pagadi » sont arrêtés quatre jours plus tard; « Ata », en mai 2010.

## Suites
Cet assassinat suscite une vive émotion en Espagne autant qu'en France. En effet, il s'agit de la première attaque perpétrée par l'organisation en France.
Le procès se tient en avril 2013 devant la Cour d'assises spéciale de Paris. La Justice prononce des peines de réclusion allant de 28 ans à la perpétuité pour l'homme considéré comme l'auteur des coups de feu.